# Hydroeciodes pexa
Hydroeciodes pexa är en fjärilsart som beskrevs av William Schaus 1903. Hydroeciodes pexa ingår i släktet Hydroeciodes och familjen nattflyn. Inga underarter finns listade i Catalogue of Life.